# Al Doilea Templu din Ierusalim

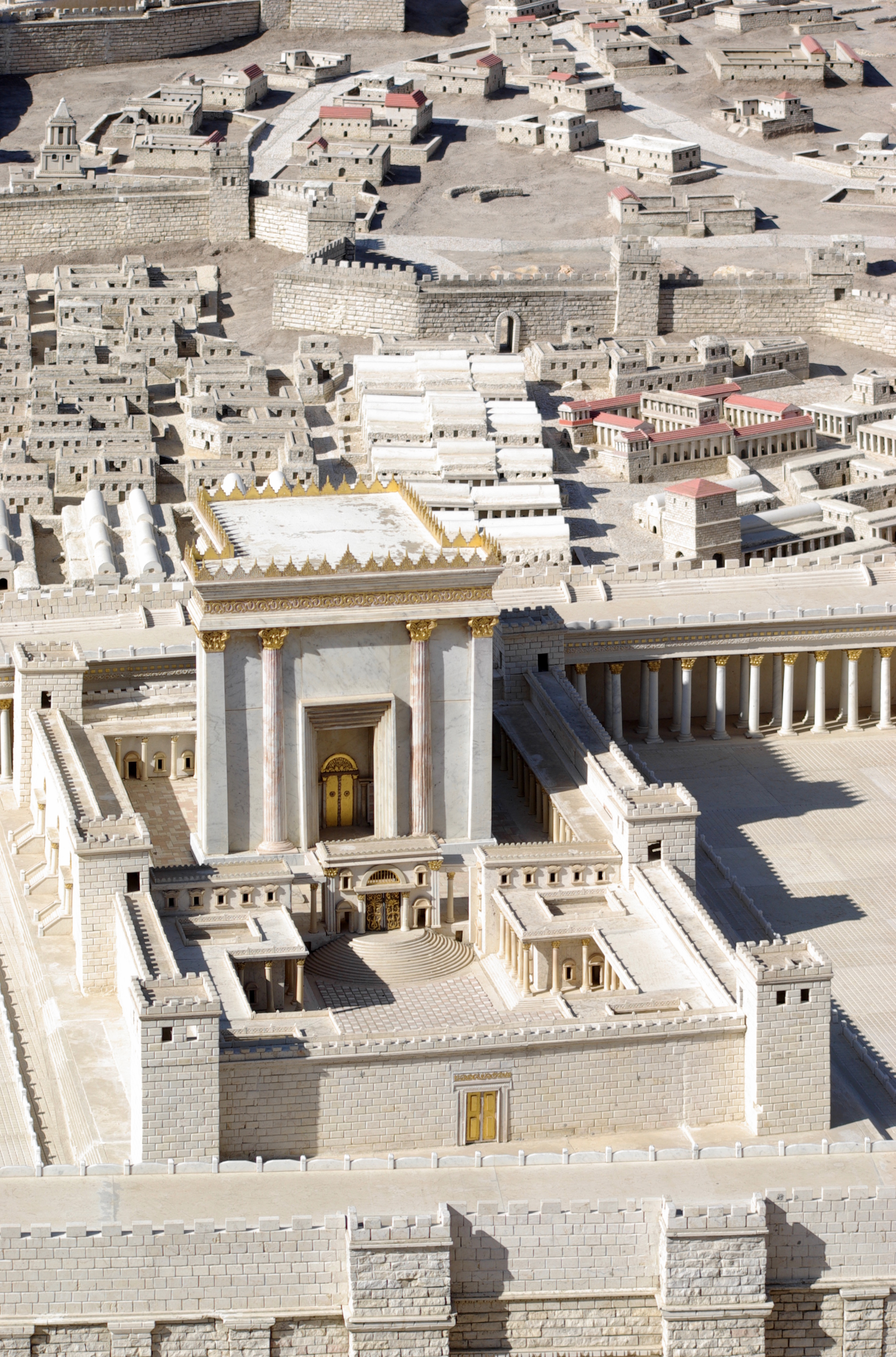
Machetă imaginând cel de al Doilea Templu din Ierusalim, în versiunea restaurată și mărită de Irod cel Mare la finele secolului I î.Hr. Macheta se află la Muzeul Israel din Ierusalim

Al Doilea Templu din Ierusalim (în ebraică: בית המקדש השני Beit Hamikdaș Hașeni, sau pe scurt:  הבית השני HaBait hașeni) a fost lăcașul sfânt al cultului evreilor, iudaismul, în forma lui din antichitate, în a doua jumătate a mileniului I î.Hr. până în anul 70 d.Hr.
El a fost construit de către exilații evrei întorși din Babilon în timpul dominației persane în Palestina sau Iudeea antică, pe locul Templului lui Solomon, denumit Primul Templu din Ierusalim, care fusese distrus în anul 586 î.Hr. de către regele babilonian Nabucodonosor al II-lea. 
După tradiția iudaică, păstrată în Biblia ebraică, Templul a fost clădit cu asentimentul împăraților persani, exprimat într-o proclamație adresată evreilor de către Cirus cel Mare; existența decretului este pusă la îndoială de istorici. Templul este considerat continuarea firească a sanctuarului evreiesc distrus de babilonieni, cunoscut ca Templul din Ierusalim sau Templul lui Solomon.
Reconstrucția s-ar fi întâmplat la circa 70 ani de la distrugerea Primului Templu, deci prin anul 516 î.Hr. (anul al șaselea al împăratului persan Darius cel Mare, fiul lui Histaspes, informație susținută de referința biblică din Cartea lui Ezra: „Casa a fost isprăvită în ziua a treia a lunii Adar, în al șaselea an al domniei împăratului Darius”).
Templul a fost apoi restaurat și mărit în secolul I î.Hr. în timpul domniei regelui Iudeei, Irod cel Mare. 
În Talmud, în Seder Kodașim din Mișna, tractatul Midot, se află o descriere a celui de-al Doilea Templu.

## Reconstruirea
La circa 70 ani după distrugerea Primului Templu, repatriați evrei din Babilon în frunte cu Zorobabel (Zerubavel), descendent al regelui David, și marele preot Iosua (Yehoshua ben Yehotzedek) au reconstruit Templul, într-o versiune, în acea vreme, mai modestă, fără fastul clădirii din vremea regilor din casa lui David și Solomon. Ei au avut în acest scop sprijinul și chiar încurajarea autorităților imperiale persane. 
După cum stă scris în Biblie, în Cartea lui Ezra 3,12 
„În vremea aceasta mulți din preoți și din leviți și din capii de familie și din bătrânii care văzuseră vechiul templu, văzând punerea temeliei acestui templu, plângeau cu hohote, mulți însă cântau tare de bucurie”
În privința discrepanței dintre Primul și cel de-al Doilea Templu, nu se discerne întotdeauna cu claritate din sursele scrise antice ce detalii existaseră deja în Primul Templu și ce inovații conținea noua clădire. 
Profetul Agheu (Hagay) exclamă (Agheu 2,3), reacționând la nedumerirea poporului: 
„Cine a mai rămas dintre voi în viață și a văzut templul acesta în strălucirea sa cea dintâi, și cum este acum? Oare nu este fără nici un preț în ochii voștri?”
Unii cred că forma ușilor,de pildă, erau inspirate de planul aflat în viziunea proorocului Ezechiel (Yehezkel)  
Din al Doilea Templu lipseau Chivotul sacru în care se aflaseră Tablele Legii, Cutia conținând mana cerească, bățul lui Aaron, uleiul cel sfânt, cu care se unseseră marii preoți și regii, Orim uTumim, care ajutau să se răspundă întrebărilor poporului. În schimb se aflau candelabrul Menora, și alte din ustensilele de cult, care nu erau relicve sacre si se puteau reconstitui. În locul Chivotului Legământului, exista Piatra numită Even Hashtiya și pe ea se îndeplineau poruncile religioase legate de sacrificiile din Sfânta Sfintelor la ceremoniile de Yom Kipur.  
Regele Irod cel Mare, prin anul 19 î.Hr., a refăcut clădirea Templului și a lărgit-o substanțial, transformând-o într-o construcție somptuoasă, despre care învățații iudaismului din antichitate spuneau:
„Cine nu a văzut Clădirea lui Irod nu a văzut o clădire frumoasă în viața lui”
 (Talmudul babilonean, Tratatul Bava Batra 4,1). Lucrările la Templu au continuat și după moartea lui Irod cel Mare. 
O descriere se află și în cartea lui Josephus Flavius, Războiul evreilor (cartea 1 ,cap.21,1)
Cea mai mare parte a detaliilor despre dimensiunile Templului și planul său provin din trei surse: 
a. talmudice -  Mișna, mai ales tratatele Midot, Tamid, și informații diverse din Talmud, b. scrierile lui Joesphus Flavius (Yosef Ben Matityahu), mai ales Antichități iudaice, cartea 19, cap. 11, și Războiul evreilor si c.descoperiri arheologice.

## Asediul Ierusalimului
În anul 66 d.C., evreii Palestinei s-au ridicat împotriva stăpânirii romane. Patru ani mai târziu, legiunile romane comandate de generalul Titus (fiul împăratului Vespasian) au recucerit, apoi au nimicit atât Ierusalimul, cât și Templul de acolo. Conform apologeților creștini, în acest fel s-a împlinit profeția lui Isus din Nazaret (N.T.: Matei XXIV și Luca XXI). Teza apologeților (cunoașterea paranormală a viitorului) este respinsă principial de istoricii mainstream: prima (cronologic) dintre evangheliile din Noul Testament, Evanghelia după Marcu, a fost scrisă în anticiparea pe termen scurt a inevitabilității distrugerii Templului sau chiar ulterior acesteia. Evanghelia după Matei și Evanghelia după Luca au copiat din Evanghelia după Marcu. Tot astfel s-a produs ruptura definitivă dintre iudaism și creștinism. Arcul lui Titus, ce a fost construit la Roma, pentru a comemora izbânda lui Titus din Iudeea, arată un alai al izbânzii romane, unde oștenii cară prada de război luată din Templu, între care Menora. Traducând una inscripțiile Colosseum-ului, se înțelege că împăratul Vespasian a ridicat acea clădire în anul 79, folosindu-se de prăzi de război (probabil chiar de la Cel de-al doilea Templu).